# ظفرآباد (ولایت بخارا)
ظفرآباد (به ازبکی: Zafarobod) یک منطقهٔ مسکونی در ازبکستان است که در شهرستان غجدوان واقع شده‌است. ظفرآباد ۵٬۸۰۰ نفر جمعیت دارد.